# Dyomyx
Dyomyx is een geslacht van vlinders van de familie spinneruilen (Erebidae), uit de onderfamilie Calpinae.

## Soorten
- D. ancea Stoll, 1780
- D. antigone Möschler, 1880
- D. cimolia Guenée, 1852
- D. consequens Dyar
- D. guenei Bar, 1876
- D. inferior Herrich-Schäffer, 1869
- D. jonesi Schaus, 1898
- D. juno Möschler, 1890
- D. leucolepis Hampson, 1926
- D. lineata Druce, 1889
- D. megalops Guenée, 1852
- D. obliquata Schaus, 1911
- D. ocellata Walker, 1867
- D. ora Dyar, 1914
- D. placida Schaus, 1901
- D. psectrocera Hampson, 1924
- D. unicolora Hampson, 1926
- D. volcanica Schaus, 1898
- D. zates Druce, 1898